# Gail Kim
Gail Kim (née le 20 février 1977 à Toronto, Ontario) est une catcheuse, mannequin, actrice, valet canadienne d'origine coréenne. Elle est connue pour son travail à la World Wrestling Entertainment et à la Total Non Stop Action Wrestling.
Elle commence sa carrière au Canada en 2000 avant de rejoindre la World Wrestling Entertainment (WWE) en octobre 2002. Elle y devient championne féminine de la WWE et quitte cette fédération en 2004.
Après avoir lutté dans diverses fédérations en 2005, elle rejoint la Total Nonstop Action Wrestling où elle est dans un premier temps valet de Jeff Jarrett et de l'équipe America's Most Wanted notamment. À partir de 2006, la TNA commence à organiser plus fréquemment des matchs féminins et met en avant Kim en faisant d'elle la première championne féminine des Knockouts de la TNA en 2007.
Elle quitte cette fédération en 2007 et retourne à la WWE où elle reste jusqu'en 2011. Elle retourne ensuite à la TNA où elle remporte le championnat féminin par équipes des Knockouts avec Madison Rayne ainsi qu'à six autres reprises le Championnat féminin des Knockouts de la TNA. Elle est membre du Hall of Fame de la TNA.

## Jeunesse
Kim étudie la kinésiologie à l'université de Toronto avant d'être transféré à l'université Ryerson et y obtient un diplôme en nutrition.

## Carrière

### Début sur le circuit indépendant canadien (2000-2002)
Après ses études, Kim décide de devenir catcheuse et s'entraîne auprès de Ron Hutchinson (en) et de Rob Etchevarria. Elle fait son premier match en décembre 2000 à l'Apocalypse Wrestling Federation où elle porte un masque et se fait appeler La Felina,. Miss Tracy la démasque le 25 novembre 2001 après sa défaite dans un Hair vs. Mask match.

### World Wrestling Entertainment (2002-2004)
En octobre 2002, elle signe un contrat avec la World Wrestling Entertainment (WWE). Entre décembre 2002 et juin 2003, elle ne fait aucun match télévisé et ne participe qu'aux spectacles non retransmis à la télévision.
En juin, la WWE annonce la venue de Kim avec un Gimmick librement inspiré de la saga Matrix dans des vidéos diffusés entre les matchs. Le 30 juin, elle dispute son premier match diffusé où elle remporte une bataille royale pour le championnat féminin de la WWE où elle élimine Victoria en dernier. Elle défend son titre face à Molly Holly le 14 juillet avant de perdre la ceinture face à cette dernière deux semaines plus tard,.
Lors d'Unforgiven, elle perd avec Holly contre Trish Stratus et Lita.
Le 17 novembre durant l'enregistrement de Sunday Night Heat du 23, elle se fracture la clavicule en affrontant Stratus,.
Elle réapparait à la télévision le 5 avril 2004 où elle participe à une bataille royale pour désigner la challenger pour le championnat féminin de la WWE remporté par Lita.
Lors de Bad Blood, elle ne remporte pas le titre féminin, battue par Trish Stratus dans un match qui incluait aussi Lita. Le 19 octobre au cours de Taboo Tuesday, Kim est une des participantes de la bataille royale pour désigner la challenger pour le titre féminin remportée par Trish Stratus. Il s'agit de son dernier match télévisé à la WWE avant que la WWE ne décide de mettre fin à son contrat début novembre.

### Diverses fédérations puis Total Nonstop Action Wrestling (2005-2008)

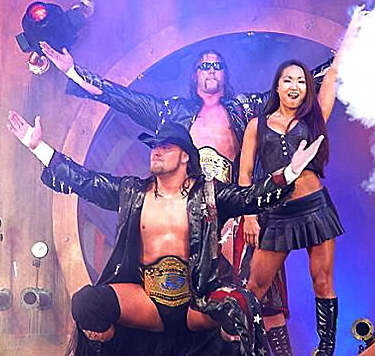
Kim avec les America's Most Wanted en 2005.

En 2005, Kim lutte en Corée du Sud, au Mexique et en Australie.
Le 6 septembre, la Total Nonstop Action Wrestling annonce la signature de Gail Kim.
Le 8 octobre 2005 dans une édition de TNA iMPACT!, Kim fait ses débuts, s'aliant avec Jeff Jarrett et America's Most Wanted en attaquant la Team 3D.
Le 9 juin 2006, Kim dispute son premier match pour la TNA arbitré par Christy Hemme qu'elle perd face à Tracy Brooks.
Lors de Hard Justice, elle bat Sirelda,.
Elle fait ensuite équipe avec Williams face à Storm et Moore et échouent à deux reprises de les vaincre d'abord le 11 février durant Against All Odds puis le 11 mars au cours de Destination X,. Kim l'emporte face à Moore le 15 avril à Lockdown.

### Retour à la World Wrestling Entertainment (2009-2011)

#### SmackDown (2009-2011)
Elle fait son retour à la WWE le 27 mars 2009 à SmackDown en attaquant Maryse et Michelle McCool dans un match pour le titre des Divas, alors détenu par Maryse. Gail effectue donc un face turn puisqu'elle était heel lors de son départ de la WWE, mais aussi parce que Maryse et Michelle McCool sont heel.
À WrestleMania 25, elle participe à la Bataille Royale de 25 Divas pour le titre de « Miss WrestleMania » ; malheureusement, elle s'élimine en emportant Jillian avec elle grâce à un Hurricanrana.
Aux Survivor Series 2009, elle fait équipe avec Mickie James, Melina, Kelly Kelly et Eve Torres contre l'équipe de Michelle McCool, Layla, Beth Phoenix, Jillian et Alicia Fox dans un 4-Divas Tag Team Elimination Match. Elle termine en 2e position, et l'équipe de Mickie remporte le match
À l'Elimination Chamber 2010, elle perd avec Maryse face aux LayCool (Layla et Michelle McCool).
Lors de WrestleMania XXVI, elle perd un match par équipe avec Beth Phoenix, Kelly Kelly, Eve Torres et Mickie James contre Michelle McCool, Layla, Maryse, Alicia Fox et Vickie Guerrero.
Lors de WWE 4-Way Finale 2010, elle affronte Eve Torres, Maryse et Alicia Fox pour le Championnat des Divas, qu'elle perd, Alicia faisant le tombé sur Maryse.
Le 5 août 2011, elle demande que son contrat soit rompu, ce que la WWE accepte.

#### Alliance avec Madison Rayne (2011-2013)

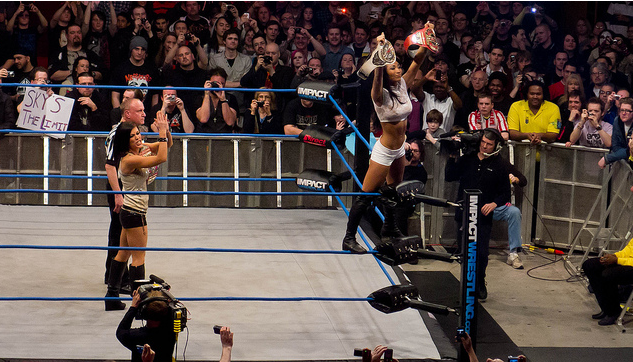
Gail Kim avec Madison Rayne à la Wembley Arena à Londres

### Retour à la Total Nonstop Action Wrestling/Impact Wrestling (2011-...)

#### Diverses rivalités, Knockout Champion & alliance avec Lei'D Tapa (2013-2014)
Le 13 janvier 2013 à Genesis, Gail Kim participe à un Gauntlet match pour devenir challengeuse au titre des Knockout. Kim parvient à éliminer Miss Tessmacher, ODB et Mickie James mais se fait elle-même éliminer par Velvet Sky.
Lors de Lockdown, Gail Kim perd contre Velvet Sky et ne remporte pas le titre des Knockout.
À Slammiversary XI, Gail Kim et Taryn Terrell s'affrontent dans un Last Knockout Standing match que Taryn Terrell remporte.
Lors de Hardcore Justice le 15 août, Gail Kim perd un match triple menace hardcore contre Mickie James et ODB au profit de cette dernière qui gagne le match.
Le 20 octobre à Bound for Glory, Gail Kim bat ODB et Brooke dans un match triple menace et devient la nouvelle championne des Knockout, après l'intervention de Lei'D Tapa dans le match qui devient sa nouvelle alliée.
À Turning Point le 21 novembre, Gail Kim bat Candice LeRae.
Lors de l'épisode d'Impact: Final Resolution du 19 décembre, Gail Kim et Lei'D Tapa perdent un match par équipes contre Madison Rayne et ODB.
À Impact: Genesis, Gail Kim perd son titre des Knockout contre Madison Rayne.
À Lockdown, Gail Kim perd contre Madison Rayne et ne gagne pas le championnat des Knockout.

#### Rivalité avec les Beautiful People & The Dollhouse et Knockout Champion (2014-2016)
Lors de Slammiversary, Gail Kim perd contre Angelina Love et ne remporte pas le titre.
Le 3 juillet à Impact, Gail Kim bat Angelina Love et devient la nouvelle Championne des Knockout.
Le 1er octobre à Impact, Gail Kim perd son titre contre Havok.
Lors de l'épisode d'Impact du 16 septembre 2015, Gail Kim remporte le Championnat féminin des Knockout dans un fatal 4-way contre Brooke, Awesome Kong et Lei'D Tapa. Elle défend avec succès son titre contre Awesome Kong à Bound for Glory (2015).

#### TNA Hall of Fame et 7ème Knockouts Championship (2016-2017)
Lors de l'épisode d'Impact le 5 avril 2016, Gail Kim perd son titre dans un match triple menace contre Madison Rayne et Jade. Maria est intervenue et a frappé Gail Kim dans le dos de l'arbitre, ce qui a permis à Jade de gagner le match et la ceinture après avoir fait le tombé sur Gail.
Lors de Slammiversary, Gail Kim ne combat pas contre Maria à la suite d'une blessure de cette dernière, mais se retrouve dans un match triple menace pour le titre des Knockouts avec la championne Jade et Sienna, qui remporte le match et le titre.
Le 14 juin à Impact, il est annoncé que Gail Kim sera la première femme à être intronisée dans le TNA Hall of Fame. 
Lors de Bound for Glory, elle est intronisée dans le Hall of Fame de la TNA par Christy Hemme, Taryn Terrell, Awesome Kong et Dixie Carter, puis parvient à battre Maria pour remporter le titre des Knockout, le sixième de sa carrière. À la suite d'une blessure, Gail Kim rend son titre vacant lors de l'épisode d'Impact du 24 novembre où il est annoncé que le titre sera disputé entre Jade et Rosemary la semaine suivante.
Lors de Bound for Glory 2017, elle bat Sienna et Allie et remporte pour la septième fois le Impact Knockouts Championship. Le soir suivant, elle annonce officiellement qu'elle prend sa retraite et que par conséquent, le titre des Knockouts est rendu vacant. 

#### Retraite et productrice (2017-...)
Le 3 février 2018, elle effectua son dernier match au sein de la Southside Wrestling en Angleterre. Après l'annonce de sa retraite des rings, elle accepta un poste de productrice et d'agent au sein de l'Impact Wrestling où elle travaillera avec les femmes de la fédération.

## Palmarès
- Apocalypse Wrestling Federation
  - Diva of the Year en 2001[31]
- Funking Conservatory
  - 1 fois FC Women's Championship[1]
- Imperial Wrestling Federation

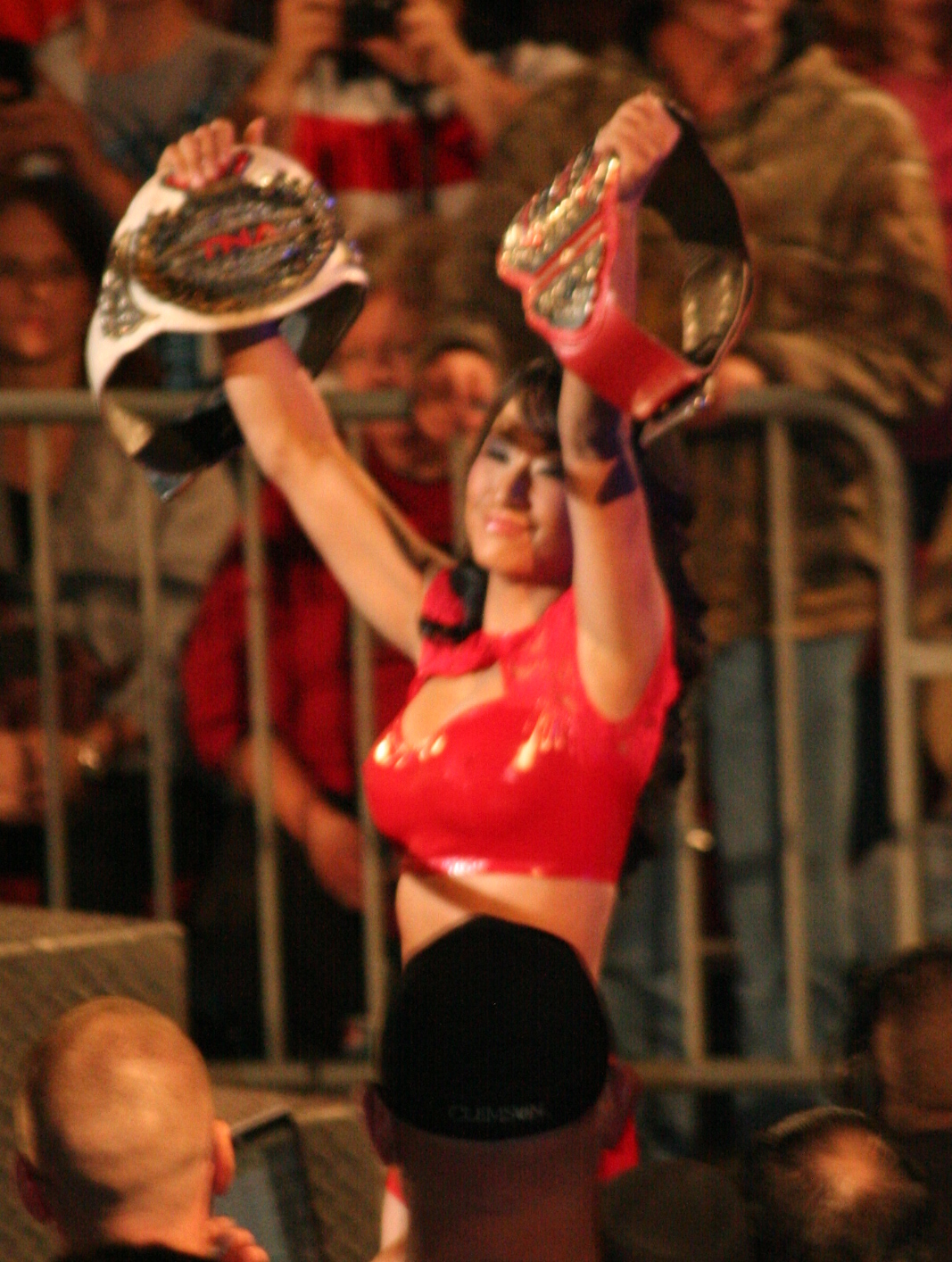
Gail Kim durant son entrée à la TNA avec ses deux ceintures

  - 1 fois IWR Diamonds Division Championship
- Association Biterroise de Catch
  - 1 fois ABC Women's Championship
- Total Nonstop Action Wrestling
  - 7 fois TNA Women's Knockout Championship[32] (première) (plus grand nombre de règnes)
  - 1 fois TNA Knockout Tag Team Championship avec Madison Rayne
  - Knockout de l'année (Knockout of the Year) en 2007[33]
  - Gauntlet for the Gold (2007, 2016 – Knockouts)
  - Queen of the Knockouts (2013)
  - World Cup (2015) – avec Jeff Hardy, Gunner, Rockstar Spud, Davey Richards, et Crazzy Steve
  - Hall of Fame (2016)
- World Wrestling Entertainment
  - 1 fois WWE Women's Championship
- Pro Wrestling Illustrated

| Année | 2008 | 2009 | 2010 | 2011 | 2012 | 2013 | 2014 | 2015 | 2016 |
| ----- | ---- | ---- | ---- | ---- | ---- | ---- | ---- | ---- | ---- |
| Rang  | 3    | 13   | 13   | 26   | 1    | 6    | 3    | 5    | 8    |

## Vie privée
Elle est l'épouse du chef cuisinier Robert Irvine (en) depuis le 10 mai 2012.

## Filmographie
- Royal Kill (2007) comme « assassin »[36]